# ADAMTS13
L'ADAMTS13 (« a disintegrin and metalloprotease with thrombospondin type I repeats-13 ») est une métalloprotéinase appartenant à la famille des ADAMTS. Son gène est ADAMTS13 situé sur le chromosome 9 humain.

## Rôles
Il permet le clivage et la dégradation du facteur de von Willebrand intervenant dans la coagulation sanguine.
Il pourrait également intervenir dans les inflammations, en diminuant l'extravasation de liquides. 

## En médecine
Le déficit en ADAMTS13, qu'il soit primaire (mutation du gène) ou secondaire (par inhibition par anticorps) cause le purpura thrombotique thrombocytopénique, avec une accumulation de multimères de facteurs de von Willebrand. Un taux effondré d'ADAMTS13, en l'absence d'inhibiteur, serait prédicteur d'une bonne réponse aux échanges plasmatiques.